# Fanny Marc

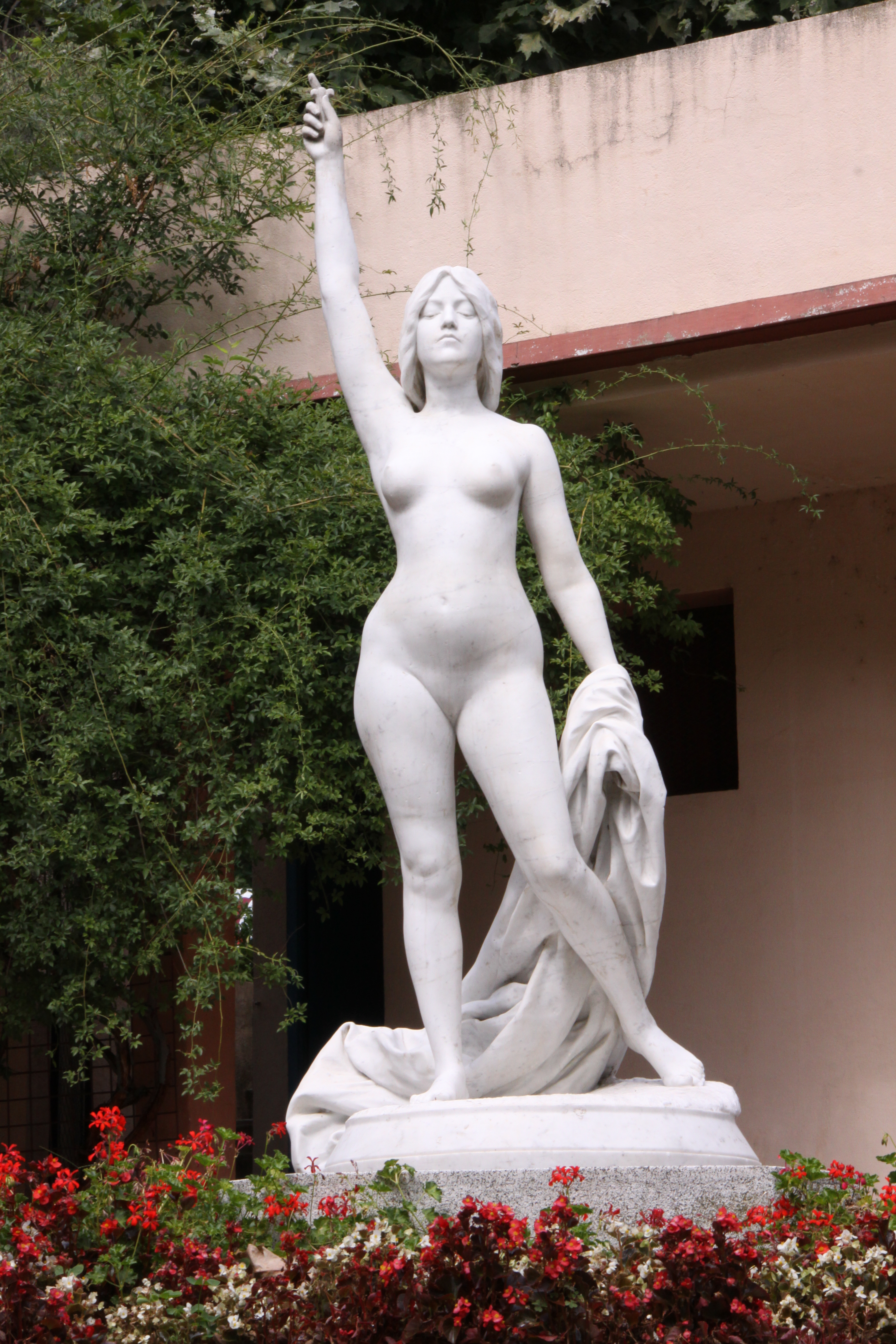
La Vérité Sortant du Puits escultura de Fanny Marc (1858-1937).

Fanny Marc, nascida Estelle Odile Fanny Legendre (Paris, 22 de maio de 1858 - Nice, 1 de maio de 1937) foi uma escultora francêsa. Ela nasceu  em Paris e morou em La Ferté-sous-Jouarre, onde uma rua recebeu seu nome. 
Marc estudou com os escultores Alexandre Falguière, Louis-Ernest Barrias e Georges Lemaire, e exibiu um grupo de esculturas no Grand Palais em 1904, na mostra anual da Union of Women Painters and Sculptors. Este trabalho foi julgado "entre as melhores das esculturas" na exposição do The Times de Londres. Ela foi premiada com a terceira medalha em 1904 e a segunda em 1906. 
Por evitar clichês em assuntos bíblicos, Marc foi chamado de "uma escultora de gênio" em um inventário de 1912 de escultores franceses por Henry Heathcote Statham, no qual ela e Yvonne Diéterle eram as únicas duas mulheres.
Fanny Marc morreu em 1 de maio de 1937.

## Trabalhos
- Jesus sur la prière, c. 1904
- A expulsão de Adão e Eva do Jardim do Éden, 1906
- Morte de Abel
- La Vérité Sortant du Puits, Teatro Antigo de Verdure, Amélie-les-Bains-Palalda
- Narciso e eco, jardin Bossuet, Meaux
- Monumento aos mortos de 1870, La Ferté-sous-Jouarre
- Ninfa e seu filho